# Institut central de recherche des industries électriques
L’Institut central de recherche des industries électriques (Central Research Institute of (the) Electric Power Industry ou CRIEPI en anglais) est une fondation japonaise à but non lucratif qui soutient et conduit des recherches et le développement de technologies dans des domaines scientifiques et techniques liés à l’industrie électrique japonaise.